# Gauliga Pommern 1933/34
Die Gauliga Pommern 1933/34 war die erste Spielzeit der Gauliga Pommern des Deutschen Fußball-Bundes. Die Vereine der Gauliga Pommern spielten vormals im Bezirk Pommern des Verbandes Brandenburgischer Ballspielvereine sowie in den Bezirken Lauenburg und Kolberg/Köslin des Baltischen Sport-Verbandes. Die Gauliga Pommern wurde in zwei Gruppen mit je sieben Mannschaften aufgeteilt. Die jeweiligen Gruppensieger spielten in Finalspielen die Gaumeisterschaft aus. Die Gaumeisterschaft sicherte sich der SV Viktoria Stolp im Finale gegen den Stettiner SC und qualifizierte sich dadurch für die deutsche Fußballmeisterschaft 1933/34, bei der Stolp bereit in der Gruppenphase ausschied.
Absteiger war neben dem Kösliner SV Phönix der SV Viktoria Stralsund, der wegen Zuschauerausschreitungen vom DFB für drei Monate gesperrt wurde und alle ab Januar 1934 ausstehenden Spiele mit 0:2 Punkten gegen Stralsund gewertet wurden.

## Teilnehmer
Eine Besonderheit des Baltischen Sport-Verbandes war es, dass Anfang der 1930er auf Grund der Wetterverhältnisse die Verbandsspiele in den einzelnen Bezirken bereits ein Jahr eher, als die eigentliche Verbandsendrunde ausgespielt wurde, begannen. Für die Spielzeit 1932/33 erfolgte daher die Austragung in den regionalen Ligen bereits ab Herbst 1931. Dem folgend begann bereits im Herbst 1932 in den einzelnen Kreisen der Spielbetrieb für die Spielzeit 1933/34. Durch die politische Umwälzung und die daraus folgende Einrichtung der Sportgaue gab es jedoch keine baltische Endrunde in der Spielzeit 1933/34 mehr. Zur Feststellung der Teilnehmer an der Gauliga Pommern wurden jedoch diese Abschlusstabellen genommen und nicht die Tabellen, die zur Qualifikation an der baltischen Endrunde 1932/33 berechtigten.
Für die erste Austragung der Gauliga Pommern qualifizierten sich somit folgende Mannschaften:
- die fünf besten Teams aus der Bezirksliga Stettin/Stargard des Bezirkes Pommern der Berliner Fußballmeisterschaft 1932/33:
  -  Polizei SV Stettin
  -  Stettiner SC
  -  VfL Stettin
  -  VfB Stettin
  -  SC Preußen Stettin

- die zwei besten Teams aus der Bezirksliga Vorpommern des Bezirkes Pommern der Berliner Fußballmeisterschaft 1932/33:
  -  Greifswalder SC
  -  SV Viktoria Stralsund

- die vier besten Teams aus dem Kreis IV Köslin des Bezirkes Grenzmark der Baltischen Fußballmeisterschaft 1932/33:
  -  SV Viktoria Kolberg
  -  SV Preußen Köslin
  -  MSV Hubertus Kolberg
  -  Kösliner SV Phönix

- die drei besten Teams aus dem Kreis III Stolp des Bezirkes Grenzmark der Baltischen Fußballmeisterschaft 1932/33:
  -  SV Viktoria Stolp
  -  SV Germania Stolp
  -  SV Sturm Lauenburg

## Abteilung Ost

### Kreuztabelle
| 1933/34              | SV Viktoria Stolp | SV Preußen Köslin | MSV Hubertus Kolberg | SV Viktoria Kolberg | SV Sturm Lauenburg | SV Germania Stolp | Kösliner SV Phönix |
| -------------------- | ----------------- | ----------------- | -------------------- | ------------------- | ------------------ | ----------------- | ------------------ |
| SV Viktoria Stolp    |                   | 6:3               | 2:1                  | 17:0                | 3:2                | 5:2               | 10:0               |
| SV Preußen Köslin    | 2:3               |                   | 2:1                  | 1:1                 | 4:2                | 1:0               | 3:2                |
| HSV Hubertus Kolberg | 1:3               | 3:1               |                      | 2:3                 | 4:4                | 6:3               | 7:1                |
| SV Viktoria Kolberg  | 1:7               | 1:3               | 2:7                  |                     | 4:0                | 2:0               | 4:3                |
| SV Sturm Lauenburg   | 1:6               | 0:2               | 0:3                  | 9:0                 |                    | 2:3               | 8:3                |
| SV Germania Stolp    | 2:4               | 0:1               | 2:3                  | 3:5                 | 7:3                |                   | 4:2                |
| Kösliner SV Phönix   | 1:3               | 2:5               | 0:6                  | 2:2                 | 3:6                | 4:3               |                    |

### Abschlusstabelle
| Pl. | Verein               | Sp. | S  | U | N  | Tore    | Quote | Punkte |
| --- | -------------------- | --- | -- | - | -- | ------- | ----- | ------ |
| 1.  | SV Viktoria Stolp    | 12  | 12 | 0 | 0  | 069:160 | 4,31  | 24:0   |
| 2.  | SV Preußen Köslin    | 12  | 8  | 1 | 3  | 028:210 | 1,33  | 17:70  |
| 3.  | HSV Hubertus Kolberg | 12  | 7  | 1 | 4  | 044:230 | 1,91  | 15:90  |
| 4.  | SV Viktoria Kolberg  | 12  | 5  | 2 | 5  | 025:540 | 0,46  | 12:12  |
| 5.  | SV Sturm Lauenburg   | 12  | 3  | 1 | 8  | 037:420 | 0,88  | 07:17  |
| 6.  | SV Germania Stolp    | 12  | 3  | 0 | 9  | 029:380 | 0,76  | 06:18  |
| 7.  | Kösliner SV Phönix   | 12  | 1  | 1 | 10 | 023:610 | 0,38  | 03:21  |

## Abteilung West

### Kreuztabelle
| 1933/34               | Stettiner SC | Polizei SV Stettin | SC Preußen Stettin | VfL Stettin | VfB Stettin | Greifswalder SC | SV Viktoria Stralsund |
| --------------------- | ------------ | ------------------ | ------------------ | ----------- | ----------- | --------------- | --------------------- |
| Stettiner SC          |              | 1:2                | 6:0                | 3:1         | 3:1         | 3:0             | +0:0 a                |
| Polizei SV Stettin    | 0:0          |                    | 6:1                | 1:3         | 4:0         | 4:1             | 7:2                   |
| SC Preußen Stettin    | 1:5          | 4:3                |                    | 2:2         | 3:2         | 4:2             | +0:0 b                |
| VfL Stettin           | 2:2          | 4:4                | 2:3                |             | 3:4         | 3:2             | 8:3                   |
| VfB Stettin           | 3:1          | 3:4                | 3:6                | 2:3         |             | 1:1             | +0:0 b                |
| Greifswalder SC       | 0:9          | 1:6                | 9:3                | 3:4         | 2:6         |                 | 9:2                   |
| SV Viktoria Stralsund | 1:3          | 1:8                | 0:0+ b             | 3:2         | 0:1         | 0:4             |                       |

### Abschlusstabelle
| Pl. | Verein                | Sp. | S | U | N  | Tore    | Quote | Punkte |
| --- | --------------------- | --- | - | - | -- | ------- | ----- | ------ |
| 1.  | Stettiner SC          | 12  | 8 | 2 | 2  | 036:110 | 3,27  | 18:60  |
| 2.  | Polizei SV Stettin    | 12  | 8 | 2 | 2  | 049:210 | 2,33  | 18:60  |
| 3.  | SC Preußen Stettin    | 12  | 7 | 1 | 4  | 027:400 | 0,68  | 15:90  |
| 4.  | VfL Stettin           | 12  | 5 | 3 | 4  | 037:320 | 1,16  | 13:11  |
| 5.  | VfB Stettin           | 12  | 5 | 1 | 6  | 026:300 | 0,87  | 11:13  |
| 6.  | Greifswalder SC       | 12  | 3 | 1 | 8  | 034:450 | 0,76  | 07:17  |
| 7.  | SV Viktoria Stralsund | 12  | 1 | 0 | 11 | 012:420 | 0,29  | 02:22  |

## Finalspiele Gaumeisterschaft

### Hinspiel
| Stettiner SC                   | Stettiner SC | SV Viktoria Stolp | SV Viktoria Stolp |
| ------------------------------ | --- | --- | ----------------- |
| Stettiner SC                   | \| 11. März 1934 in Stettin \| \| Ergebnis: 1:1 (0:1) \| \| Zuschauer: 1.500 \| \| Schiedsrichter: Tews (Stettin) \|                               | \| 11. März 1934 in Stettin \| \| Ergebnis: 1:1 (0:1) \| \| Zuschauer: 1.500 \| \| Schiedsrichter: Tews (Stettin) \|                                            | SV Viktoria Stolp |
| Stettiner SC                   | Poethkow – Bruno Bartsch, Heinz Schülke – Engel, Fritz Gahren, Erwin Drews – Ernst Frank, Gustav Krause, Erwin Ehlert, Rudolf Wagner, Ulrich Stähr | Ernst Erdmann – Otto Höppner, Gustav Hermann – Kurt Bletsch, Karl Lewand, Günter Noffz – Kurt Reinhard, Paul Garz, Georg Habermann, Fritz Kranz, Heinz Rennhack | SV Viktoria Stolp |
| Stettiner SC                   | 1:1 Ehlert (75.) | 0:1 Kranz (43.) | SV Viktoria Stolp |
| 11. März 1934 in Stettin       | | |                   |
| Ergebnis: 1:1 (0:1)            | | |                   |
| Zuschauer: 1.500               | | |                   |
| Schiedsrichter: Tews (Stettin) | | |                   |

### Rückspiel
| SV Viktoria Stolp            | SV Viktoria Stolp | Stettiner SC | Stettiner SC |
| ---------------------------- | --- | --- | ------------ |
| SV Viktoria Stolp            | \| 18. März 1934 in Stolp \| \| Ergebnis: 2:0 (1:0) \| \| Schiedsrichter: Barz (Stolp) \|                                                                        | \| 18. März 1934 in Stolp \| \| Ergebnis: 2:0 (1:0) \| \| Schiedsrichter: Barz (Stolp) \|                                                          | Stettiner SC |
| SV Viktoria Stolp            | Ernst Erdmann – Otto Höppner, Gustav Hermann – Kurt Bletsch, Karl Lewand, Günter Noffz – Reinhold Stern, Paul Garz, Georg Habermann, Fritz Kranz, Heinz Rennhack | Poethkow – Bruno Bartsch, Heinz Schülke – Engel, Fritz Gahren, Erwin Drews – Ernst Frank, Gustav Krause, Erwin Ehlert, Rudolf Wagner, Ulrich Stähr | Stettiner SC |
| SV Viktoria Stolp            | 1:0 Stern (5.) 2:0 Garz (87.) | | Stettiner SC |
| 18. März 1934 in Stolp       | | |              |
| Ergebnis: 2:0 (1:0)          | | |              |
| Schiedsrichter: Barz (Stolp) | | |              |

## Aufstiegsrunde
Qualifiziert für die Aufstiegsrunde waren die Meister der drei Bezirksklassen Ost, Süd und West. Diese traten dann im Rundenturnier mit Hin- und Rückspiel gegeneinander an. Die zwei besten Mannschaften stiegen auf.

### Kreuztabelle
| 1933/34                | SV Hertha Schneidemühl | SC Comet Stettin | SV Viktoria Stargard |
| ---------------------- | ---------------------- | ---------------- | -------------------- |
| SV Hertha Schneidemühl |                        | 4:0              | 7:0                  |
| SC Comet Stettin       | 0:1                    |                  | 6:1                  |
| SV Viktoria Stargard   | 1:2                    | ?:?              |                      |

### Abschlusstabelle
| Pl. | Verein                                                              | Sp. | S | U | N | Tore    | Quote | Punkte |
| --- | ------------------------------------------------------------------- | --- | - | - | - | ------- | ----- | ------ |
| 1.  | SV Hertha Schneidemühl (Sieger Bezirksklasse Pommern Abteilung Süd) | 4   | 4 | 0 | 0 | 014:100 | 14,00 | 08:0   |
| 2.  | SC Comet Stettin (Sieger Bezirksklasse Pommern Abteilung West)      | 3   | 1 | 0 | 2 | 006:600 | 1,00  | 02:40  |
| 3.  | SC Viktoria Stargard (Sieger Bezirksklasse Pommern Abteilung Ost)   | 3   | 0 | 0 | 3 | 002:150 | 0,13  | 0:60   |